# کریستین دیرشاور

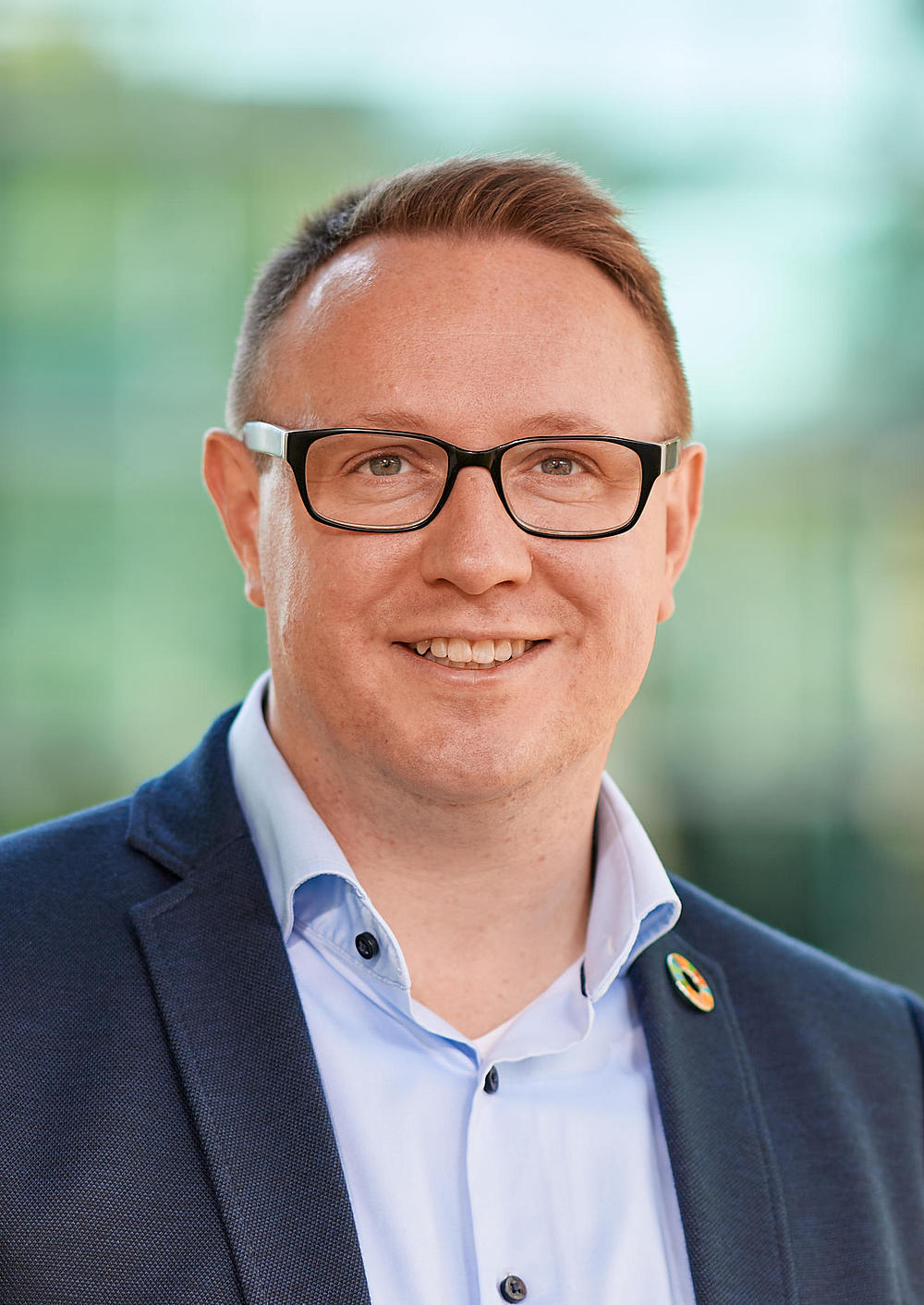
دیرشاور در سال ۲۰۲۱

کریستین دیرشاور (به آلمانی: Christian Dirschauer) (زاده ۱۳ مه ۱۹۸۱)  سیاستمدار آلمانی است. او از سال ۲۰۲۰ عضو پارلمان ایالتی شلسویگ-هولشتاین بوده و همچنین از سال ۲۰۲۱ رئیس انجمن رای دهندگان شلسویگ جنوبی بوده است.

## اوایل زندگی
دیرشاور در فلنسبورگ در خانواده ای از اقلیت دانمارکی در آلمان به دنیا آمد. 

## حرفه سیاسی
در سال ۲۰۲۰ او جایگزین فلمینگ مایر در پارلمان ایالتی شد. در انتخابات ایالتی ۲۰۲۲، او دوباره از طریق فهرست ایالتی حزب وارد پارلمان ایالتی شد.